# Federica Mastroianni
Federica Mastroianni (Roma, 14 aprile 1969) è un'attrice italiana.
È figlia del montatore Ruggero Mastroianni, fratello minore del più celebre Marcello Mastroianni, e cugina di Barbara e Chiara Mastroianni.

## Biografia
Federica esordisce nel mondo del cinema nel 1983 in State buoni se potete di Luigi Magni, vincendo il David di Donatello per la migliore attrice esordiente. 
Nel 1985 interpreta il ruolo di Sophie in Phenomena di Dario Argento, dopodiché abbandona la carriera artistica e incomincia gli studi come architetto.

## Filmografia
- State buoni se potete, regia di Luigi Magni (1983)
- Phenomena, regia di Dario Argento (1985)
- Il grande Blek, regia di Giuseppe Piccioni (1987)
- Ombre d'amore, regia di Alessandro Ninchi (1990)
- Stelle di cartone, regia di Francesco Anzalone (1993)
- Il cielo è sempre più blu, regia di Antonello Grimaldi (1996)

## Premi e riconoscimenti
David di Donatello
- 1983 – David di Donatello per la migliore attrice esordiente